# Daniel Haller
Daniel Haller  (ur. 14 września 1929 w Glendale, zm. 18 grudnia 2024 w Hidden Hills) – amerykański reżyser i dyrektor artystyczny. Studiował na renomowanej uczelni Chouinard Art Institute w Los Angeles.
W roku 1952 Daniel Haller rozpoczął działalność w telewizji, wkrótce potem zaczął brać udział jako dyrektor artystyczny w niskobudżetowych produkcjach kinowych. W latach 1960–1964 współpracował z reżyserem Rogerem Cormanem przy produkcji słynnej serii filmów opartych na opowiadaniach Edgara Allana Poego, w tym Domu Usherów (1960).
Pierwszym filmem w reżyserii Daniela Hallera była stworzona w 1965 dla American International Pictures ekranizacja opowiadania H.P. Lovecrafta Kolor z przestworzy pod tytułem Giń, stworze, giń!, z Borisem Karloffem w roli głównej. Film ten znacznie odbiegał od literackiego pierwowzoru, ale miał wiele wspólnego w stylu i atmosferze z ekranizacjami opowiadań Poe w reżyserii Cormana. W 1970 Haller nakręcił kolejną adaptację opowiadania Lovecrafta – Horror w Dunwich.
Od 1971 roku działał jako reżyser filmów telewizyjnych, w tym niektórych odcinków serialów Kojak (1974–1976) i Aniołki Charliego (1976). Obecnie mieszka z rodziną na ranczo w San Fernando Valley.